# Maleinanhydrid
Maleinanhydrid je organická sloučenina, anhydrid kyseliny maleinové. V čistém stavu je to bezbarvá či bílá látka s ostrým zápachem.

## Výroba
Maleinanhydrid byl tradičně vyráběn oxidací benzenu nebo dalších aromatických sloučenin. Od roku 2006 používá benzen, z důvodu jeho ceny, pouze několik podniků a většina maleinanhydridu je vyráběna z n-butanu:
2 CH3CH2CH2CH3 + 7 O2 → 2 C2H2(CO)2O + 8 H2O
Benzen nebo butan jsou vháněny proudem horkého vzduchu na vyhřívaný katalyzátor. Poměr vzduchu a uhlovodíku je nastaven tak, aby nedošlo ke vznícení směsi. Jako katalyzátor se využívá oxid vanadičný a molybdenový pro oxidaci benzenu a oxid vanadičný a fosforečný pro oxidaci butanu.

## Reakce
Chemie maleinanhydridu je poměrně bohatá vzhledem k jeho dostupnosti a reaktivitě.
- Hydrolyzuje za vzniku kyseliny maleinové.
- Maleinanhydrid je silným dienofilem v Dielsově–Alderově reakci.
- Je excelentním ligandem v kovových komplexech. Například Pt(PPh3)2(MA) a Fe(CO)4(MA).